# Budki Żelazowskie
Budki Żelazowskie – wieś w Polsce położona w województwie mazowieckim, w powiecie warszawskim zachodnim, w gminie Kampinos. Ma status sołectwa. Leży na południowo-zachodnim obrzeżu Puszczy Kampinoskiej.
W latach 1975–1998 miejscowość należała administracyjnie do województwa warszawskiego.